# جاك هيل (لاعب كرة قدم)
جاك هيل (بالإنجليزية: Jack Hill)‏ (2 مارس 1897 في المملكة المتحدة - 1 أبريل 1972) هو مدرب كرة قدم ولاعب كرة قدم بريطاني (وحمل سابقاً جنسية المملكة المتحدة لبريطانيا العظمى وأيرلندا) في مركز قلب الدفاع. شارك مع منتخب إنجلترا لكرة القدم. أما مع النوادي، فقد لعب مع برادفورد سيتي ونادي بليموث أرجايل ونادي بيرنلي ونيوكاسل يونايتد وهال سيتي ودورهام سيتي ‏.

## وصلات خارجية
- جاك هيل على موقع قاعدة بيانات كرة القدم.إي يو (الإنجليزية)
- جاك هيل على موقع ناشيونال فوتبول تيمز (الإنجليزية)
- جاك هيل على موقع Soccerbase.com (مدرب) (الإنجليزية)